# Grevena (stad)
Grevena (Grieks officieel: Δήμος Γρεβενών) is een gemeente (dimos) in de Griekse bestuurlijke regio (periferia) West-Macedonië, in de regionale eenheid (periferiaki enotita) Grevena. De gemeente telt 25.620 inwoners (census 2011).

## Plaatsen
De fusiegemeente Grevena is vanaf 2011 verdeeld in dertien deelgemeenten (dimotiki enotita) volgens onderstaande tabel.
In 2001 is de laatste officiële volkstelling geweest.
| Deelgemeente     | Griekse naam    | Inwoners 2001 |
| ---------------- | --------------- | ------------- |
| Agios Kosmas     | Άγιος Κοσμάς    | 1.792         |
| Avdella          | Αβδέλλα         | 448           |
| Dotsiko          | Δοτσικό         | 187           |
| Filippaioi       | Φιλιππαίοι      | 254           |
| Gorgiani         | Γόργιανη        | 1.707         |
| Grevena          | Γρεβενά         | 15.481        |
| Irakleotes       | Ηρακλεώτες      | 3.080         |
| Mesolouri        | Μεσολούρι       | 139           |
| Perivoli         | Περιβόλι        | 454           |
| Samarina         | Σαμαρίνα        | 701           |
| Smixi            | Σμίξη           | 509           |
| Theodoros Ziakas | Θεόδωρος Ζιάκας | 2.855         |
| Ventzio          | Βέντζιο         | 2.957         |